# Трес-Лагоас
Трес-Лагоас (порт. Três Lagoas) — місто у однойменному регіоні бразильського штату Мату-Гросу-ду-Сул (Схід штату Мату-Гросу-ду-Сул). Розташований на Парані поблизу греблі Соуза Діаса. Станом на 2022 рік населення складає 132 152 особи.

## Клімат
Місто знаходиться у зоні, котра характеризується кліматом тропічних саван. Найтепліший місяць — січень із середньою температурою 26.7 °C (80 °F). Найхолодніший місяць — липень, із середньою температурою 20 °С (68 °F).
| Клімат Трес-Лагоаса     | Клімат Трес-Лагоаса | Клімат Трес-Лагоаса | Клімат Трес-Лагоаса | Клімат Трес-Лагоаса | Клімат Трес-Лагоаса | Клімат Трес-Лагоаса | Клімат Трес-Лагоаса | Клімат Трес-Лагоаса | Клімат Трес-Лагоаса | Клімат Трес-Лагоаса | Клімат Трес-Лагоаса | Клімат Трес-Лагоаса | Клімат Трес-Лагоаса |
| Показник                | Січ.                | Лют.                | Бер.                | Квіт.               | Трав.               | Черв.               | Лип.                | Серп.               | Вер.                | Жовт.               | Лист.               | Груд.               | Рік                 |
| Абсолютний максимум, °C | 40                  | 38                  | 38                  | 38                  | 38                  | 36                  | 35                  | 37                  | 41                  | 39                  | 39                  | 40                  | 41                  |
| Середній максимум, °C   | 32                  | 32                  | 32                  | 30                  | 28                  | 27                  | 27                  | 28                  | 30                  | 31                  | 32                  | 31                  | 30                  |
| Середня температура, °C | 26                  | 26                  | 26                  | 24                  | 21                  | 20                  | 19                  | 20                  | 23                  | 24                  | 26                  | 26                  | 23                  |
| Середній мінімум, °C    | 22,1                | 22,2                | 21,7                | 18,9                | 16,1                | 14,2                | 13,9                | 15,2                | 17                  | 20                  | 21                  | 21,6                | 18,7                |
| Абсолютний мінімум, °C  | 13,7                | 13,9                | 10,7                | 5,5                 | 1,4                 | 3,8                 | −2                  | 1,1                 | 5,4                 | 9,9                 | 11,6                | 12,7                | −2                  |
| Норма опадів, мм        | 210                 | 160                 | 130                 | 90                  | 70                  | 50                  | 20                  | 40                  | 80                  | 110                 | 130                 | 200                 | 1340                |
| Днів з дощем            | 11                  | 9                   | 7                   | 5                   | 4                   | 3                   | 1                   | 3                   | 5                   | 6                   | 7                   | 10                  | 79                  |
| Вологість повітря, %    | 75.8                | 73.4                | 74                  | 73.1                | 71.3                | 70.5                | 65.9                | 60.8                | 62.3                | 64.5                | 68.8                | 74.5                | 69.6                |
| ----------------------- | ------------------- | ------------------- | ------------------- | ------------------- | ------------------- | ------------------- | ------------------- | ------------------- | ------------------- | ------------------- | ------------------- | ------------------- | ------------------- |
| Джерело: Weatherbase    |                     |                     |                     |                     |                     |                     |                     |                     |                     |                     |                     |                     |                     |